# Музей історії міста Кам'янського
Музей історії міста Кам'янського — історичний музей у місті Кам'янському у Дніпропетровської області, важливий і цікавий осередок культурно-просвітньої і науково-дослідної роботи в регіоні, значне зібрання матеріалів і документів, що висвітлюють розвиток міста, розповідають про пов'язані з ним відомі особистості і, зокрема найвідомішого земляка-кам'янчанина генсека ЦК КПРС Л. І. Брежнєва.

## Загальні дані
Музей історії міста Кам'янського розташований у сучасному спеціально зведеному просторому приміщенні у середмісті за адресою:
пр. Свободи, буд. 39, м. Кам'янське (Дніпропетровська область, Україна).
Приміщення музею було побудоване за проектом Інституту «КиївНДІмістобудування» — головний архітектор проекту В. Г. Ширяєв, авторами архітектурно-художнього вирішення експозиції стали лауреати Державної премії УРСР імені Т. Г. Шевченка, відомі ленінградські художники В. І. Коротков та В. Л. Рівін.
Директор музейного закладу — Н. М. Буланова.

## З історії та сьогодення музею
Музей історії міста Кам'янського пройшов тривалий і складний шлях розвитку — заклад почав створюватись уже в 1927 році.
Першу експозицію тодішнього Музею революції в Кам'янському було відкрито 1 серпня 1931 року в приміщенні колишньої Свято-Миколаївської церкви.
Великих збитків музею завдала війна 1941—45 років. У період німецької окупації він був розграбований. Зберігся тільки один експонат — сталева пластинка з профілем В. І. Леніна.
По війні, в жовтні 1957 року з ініціативи ветеранів праці І. В. Васильєва, М. І. Начального, Я. С. Фомкіна при Будинку партійної освіти Кам'янського міськкому партії був відкритий куток історії революційного руху в Кам'янському.
У 1959 році було прийняте рішення Ради Міністрів УРСР про відкриття в Кам'янському державного Музею історії міста. Відтак, 1 травня 1962 року музейний заклад прийняв перших відвідувачів у приміщенні Свято-Миколаївської церкви.
1 лютого 1985 року музейна експозиція була відкрита в новому, спеціально побудованому приміщенні.
У теперішній час Музей історії міста Кам'янського — це науково-дослідний і культурно-освітній заклад, який згідно зі своїми соціальними функціями здійснює комплектування, облік, зберігання, вивчення і популяризацію пам'яток історії та культури міста.
Щороку (2000-ні) Музей історії міста Кам'янського відвідує 55—70 тисяч осіб, причому значна частина відвідувачів — це діти та молодь.

## Фонди, експозиція і діяльність
Фондові колекції Музею історії міста Кам'янського налічують понад 90 тисяч одиниць збереження основного та науково-допоміжного фонду. Серед них — археологічна та етнографічна колекції, нумізматика, філателія, боністика, колекція подарунків Л. І. Брежнєву тощо.
Експозиція Музею історії міста Кам'янського розміщена в 2-х залах на площі 2 441 м² і відтворює історію міста від найдавніших часів до сьогодення.
Складовою частиною музейної експозиції є окремий розділ «Л. І. Брежнєв та його час», присвячений життю та діяльності земляка-кам'янчанина, державного і політичного діяча Л. І. Брежнєва.
Музей щороку відкриває десятки нових виставок, що дає можливість ширше знайомити відвідувачів із музейними фондами, а також колекціями інших музеїв України та зарубіжжя.
Завдяки успішній реалізації численних різнопланових мистецьких проектів, музей історії міста Кам'янського став центром тяжіння творчої інтелігенції, одним із головних осередків культури Кам'янського.

## Галерея

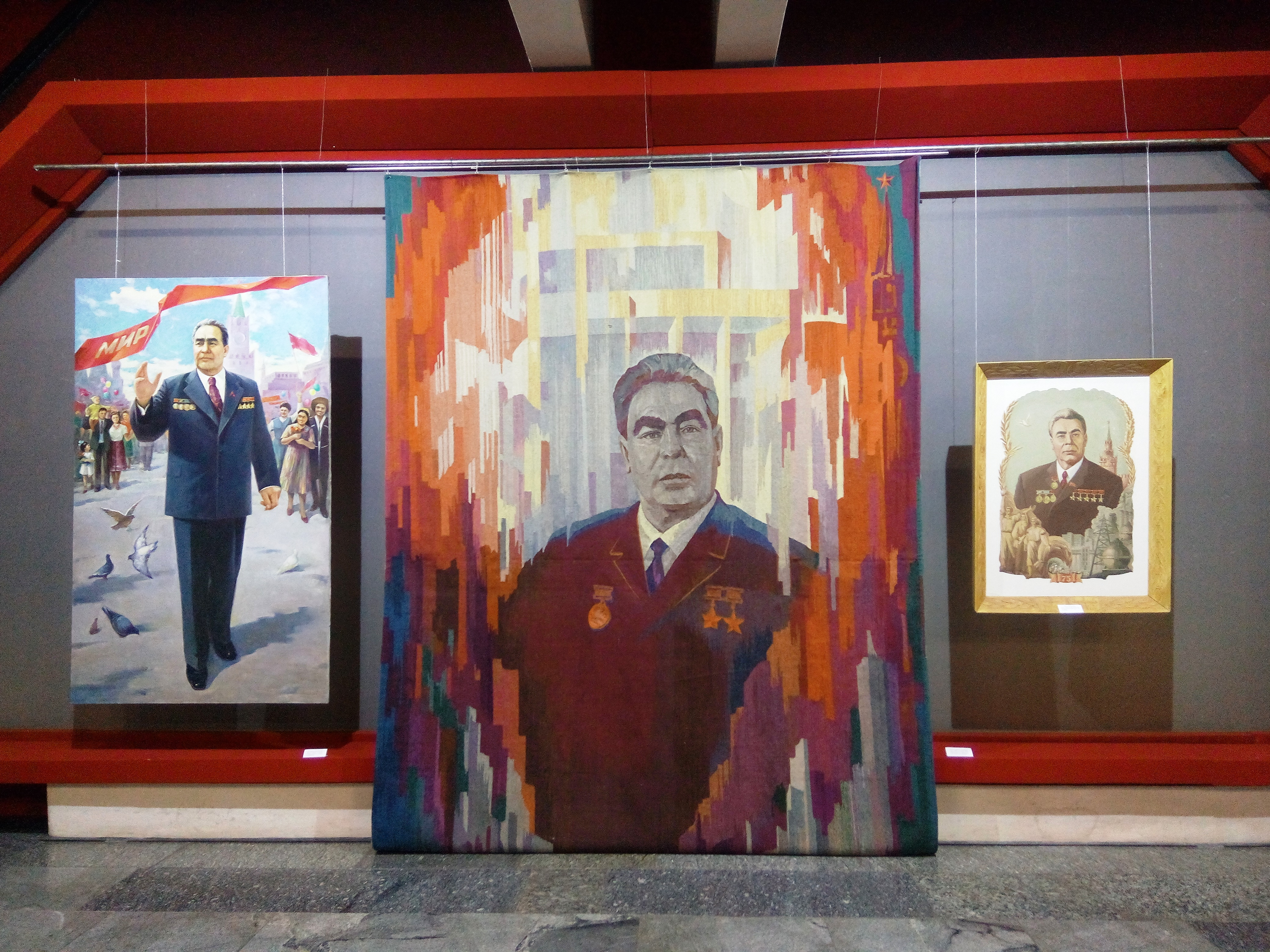
Розділ музею "Л.I.Брежнєв та його час"
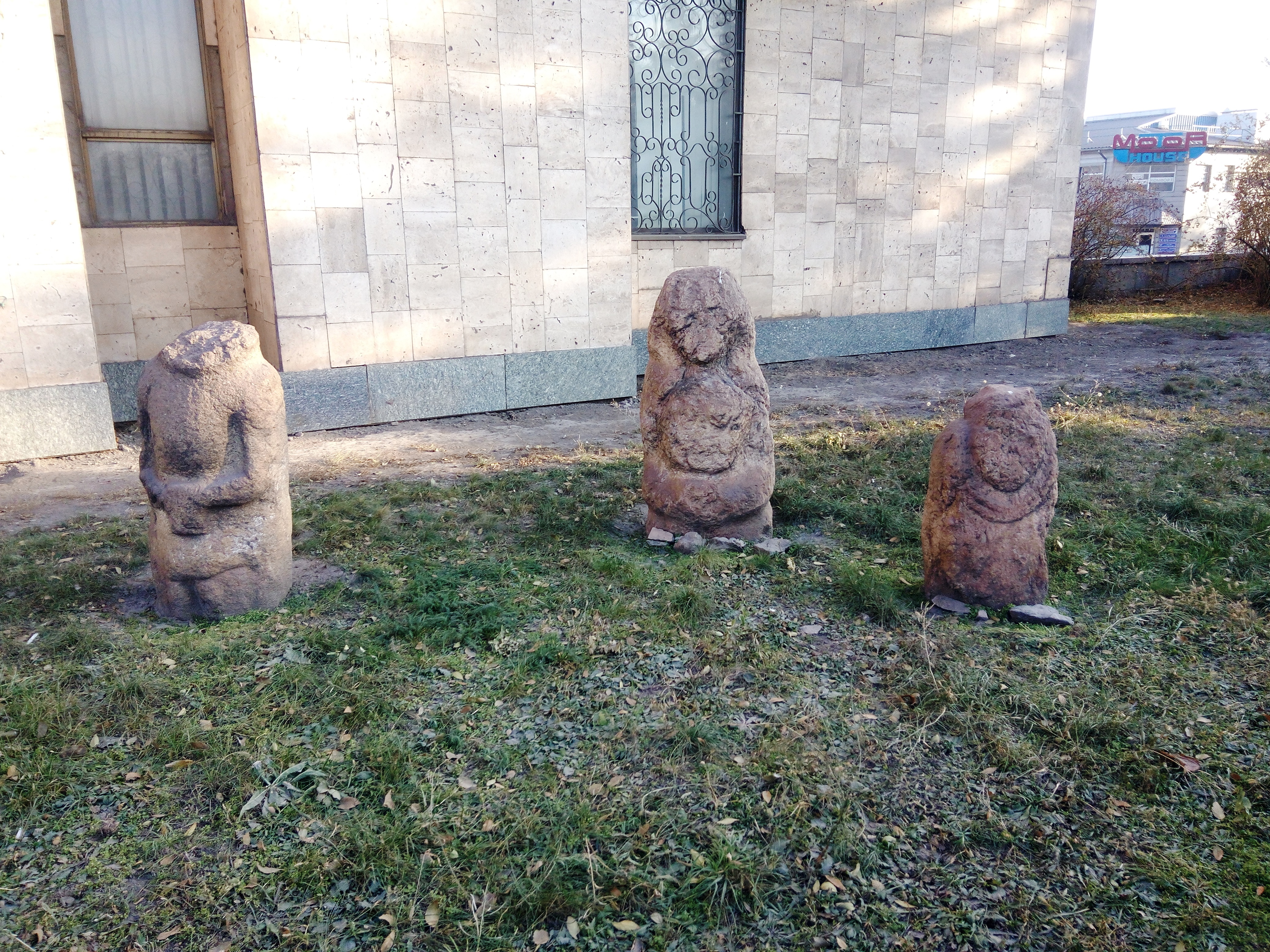
Скіфські баби
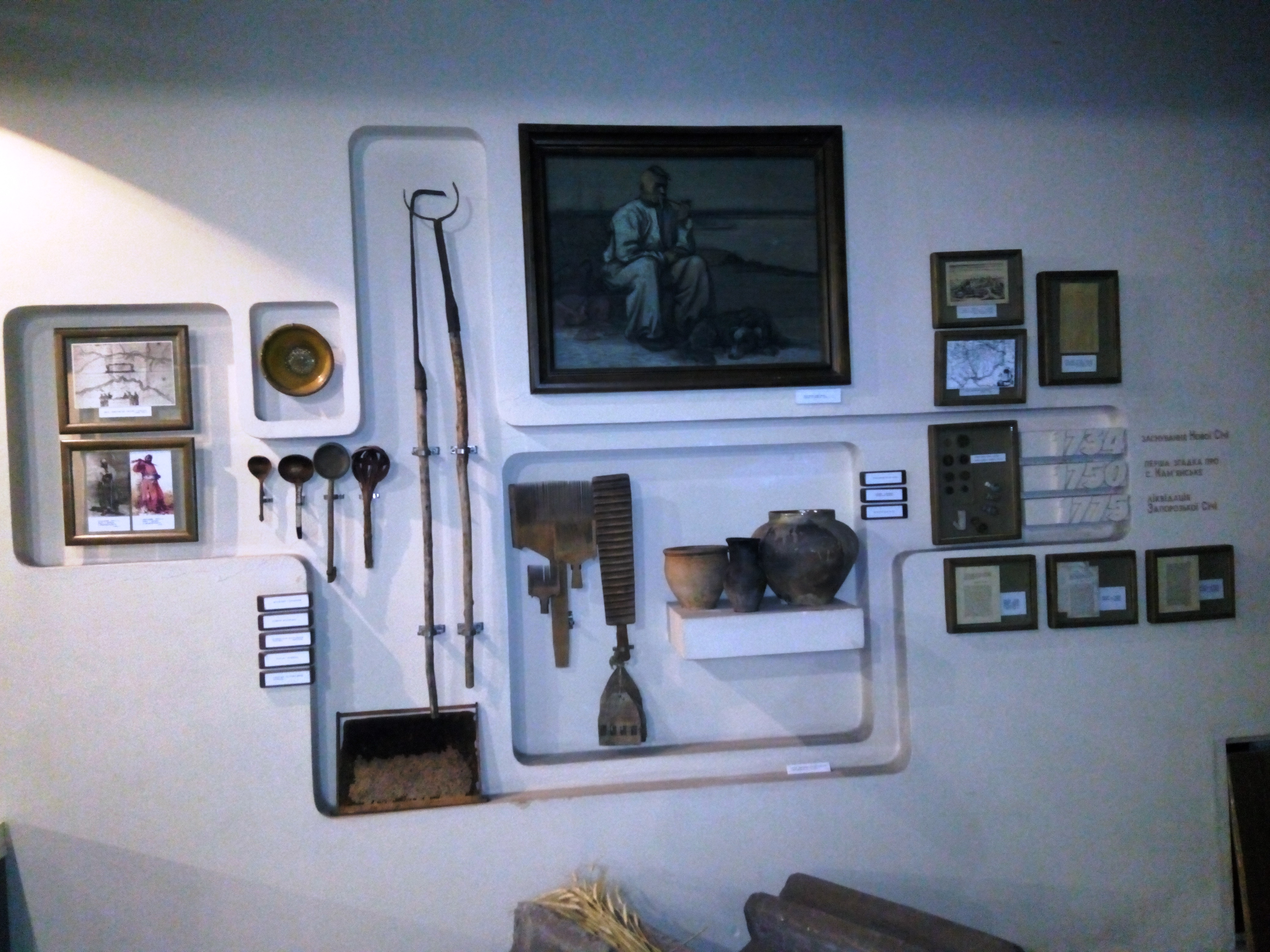
Етнографічна коллекція
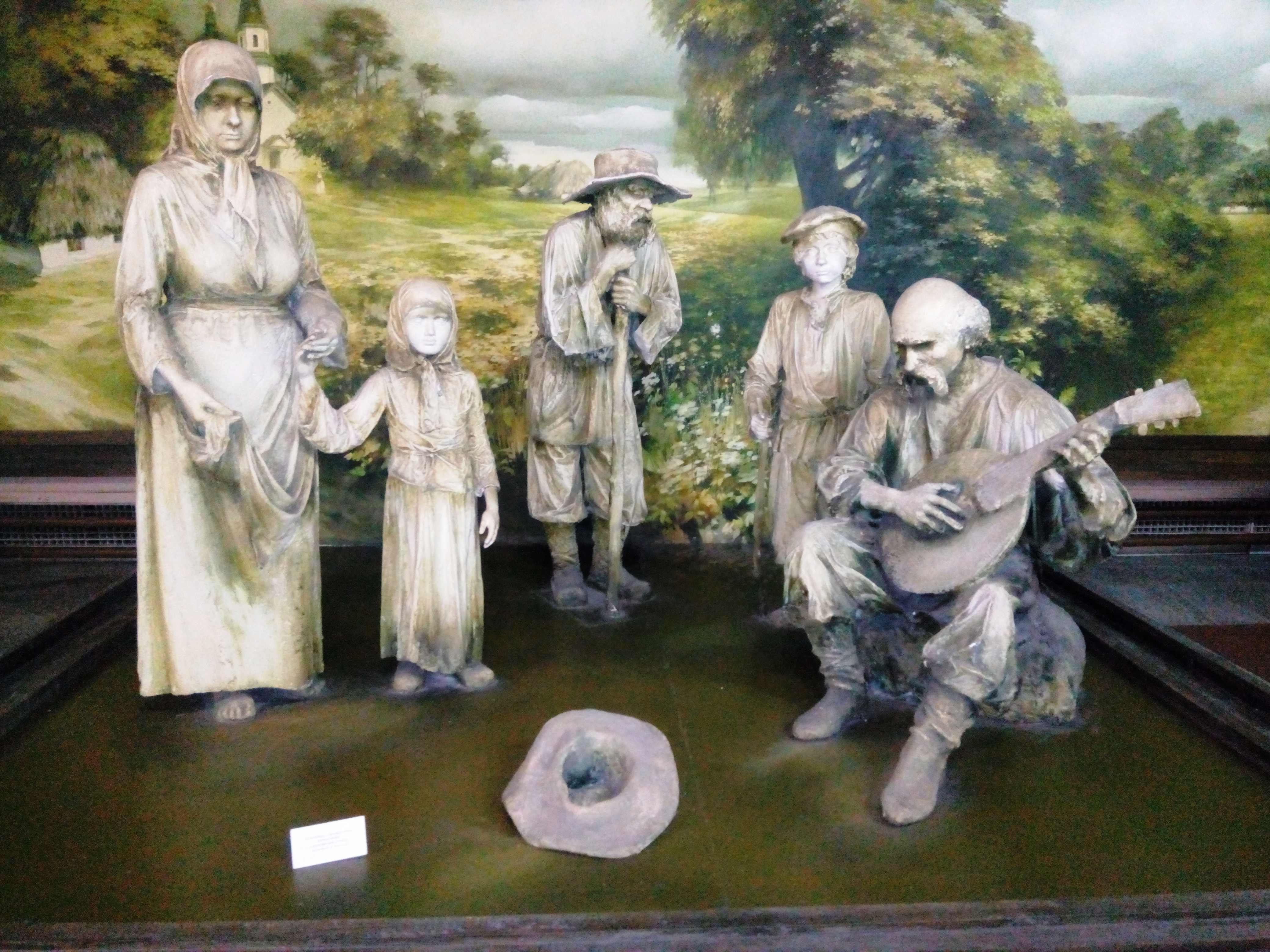
Художньо-скульптурна композиція "с. Кам`янське у XVIII ст."
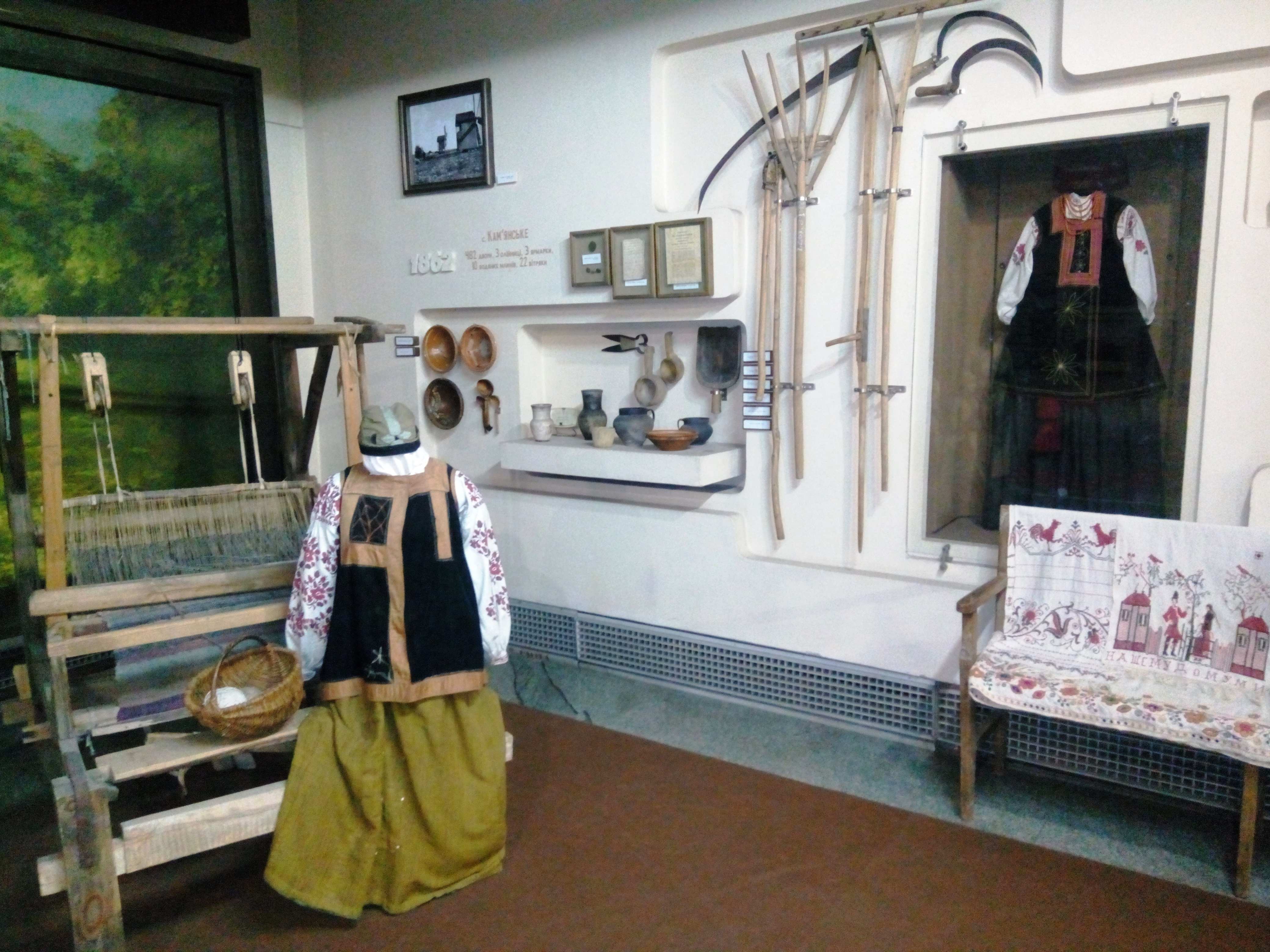
Предмети побуту i ткацький верстат
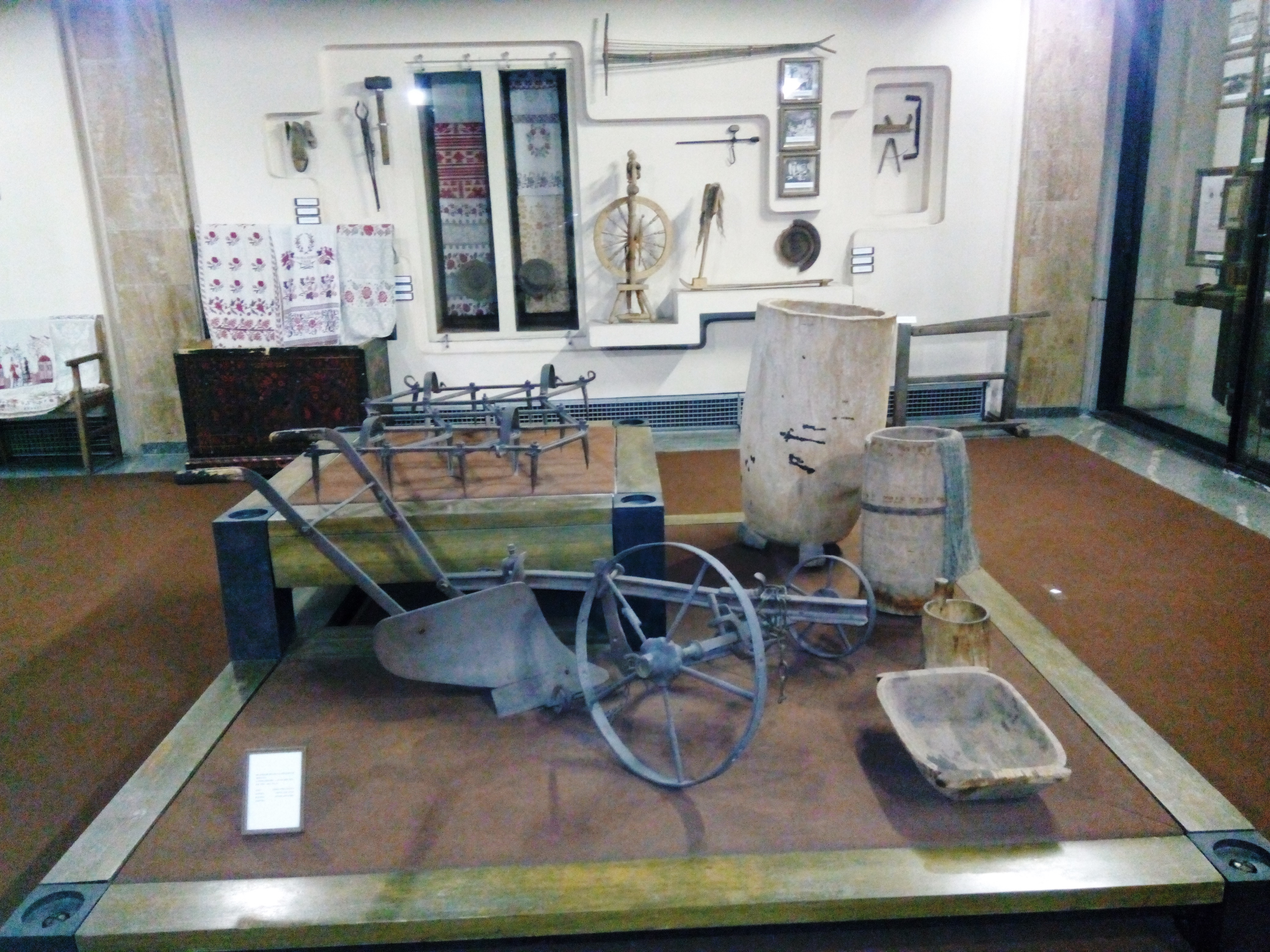
Гірничодобувне обладнання XIX ст.
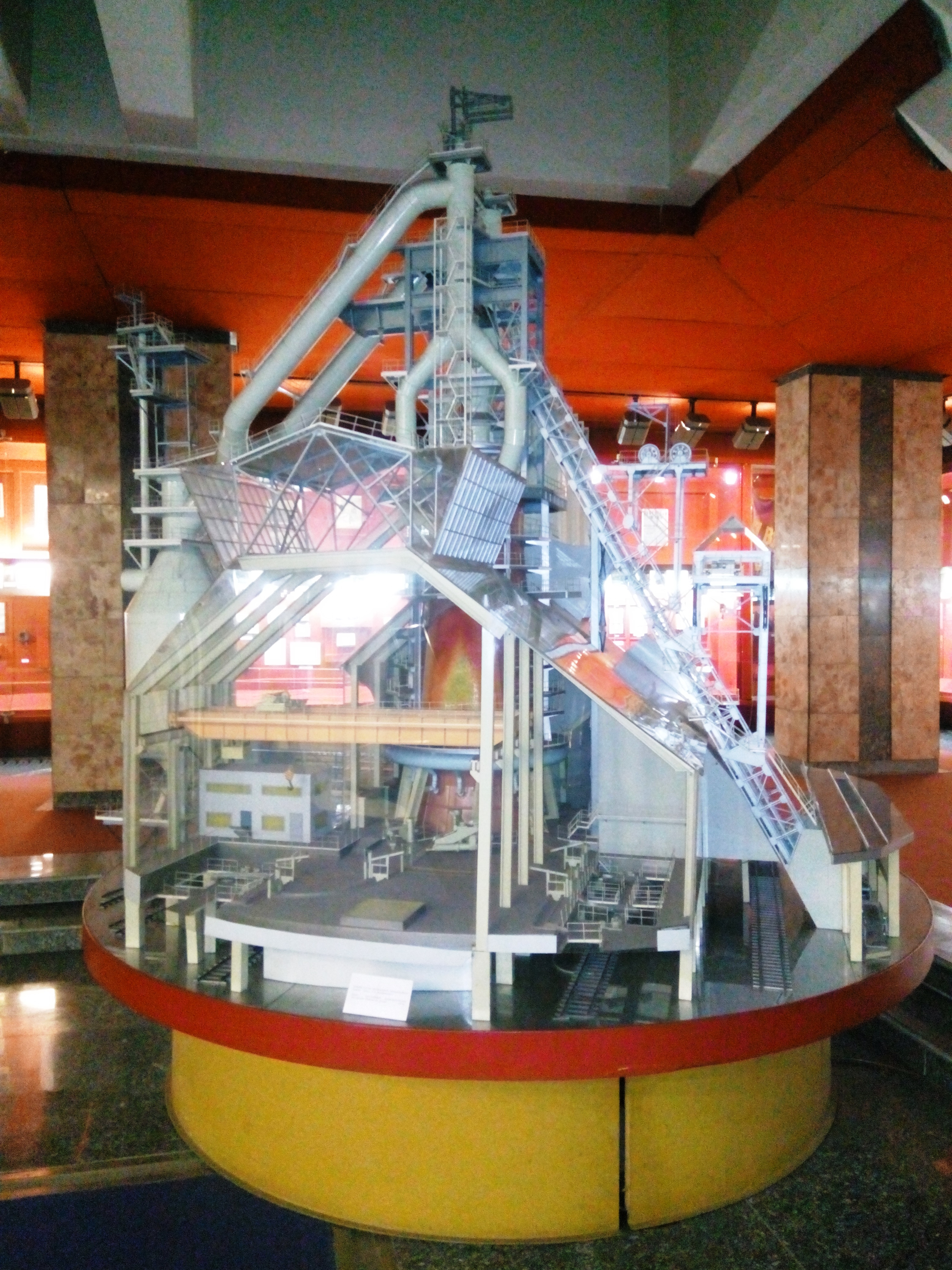
Доменна піч №7 Дніпровського металургійного заводу iм. Ф.Е.Дзержинського
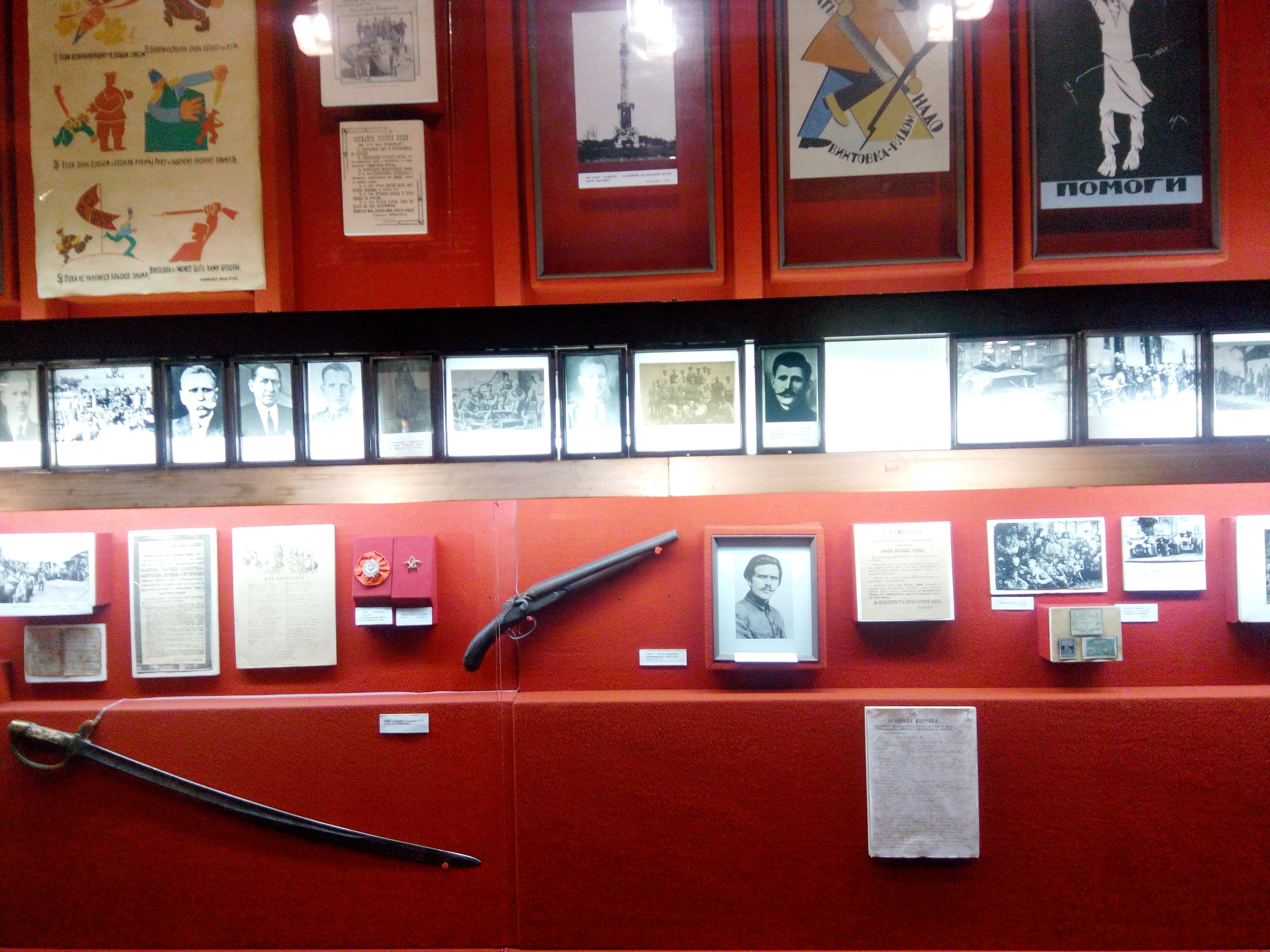
Громадянська війна (1917-1920 р.р.)
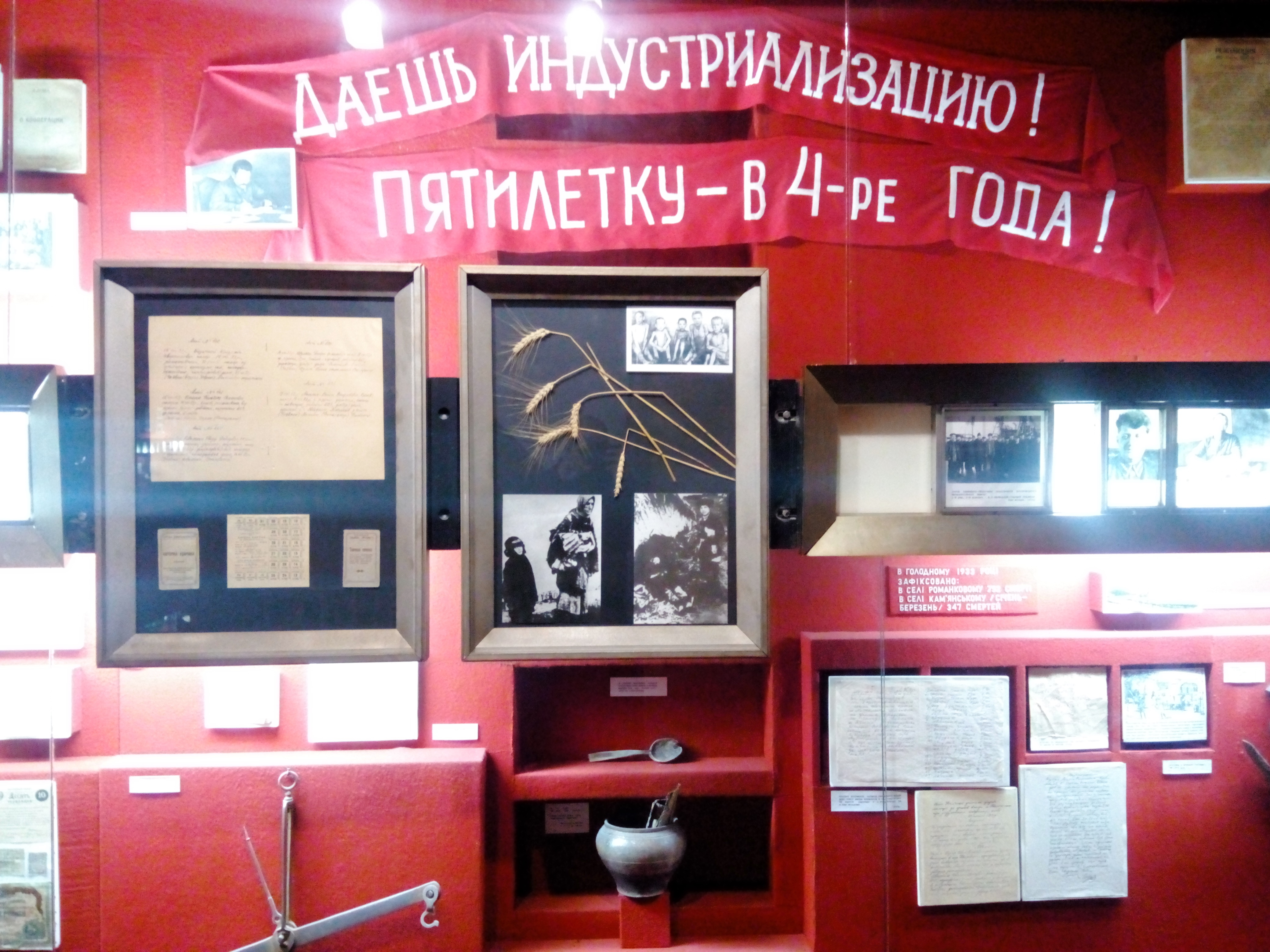
Місто у 1920-1930 роки
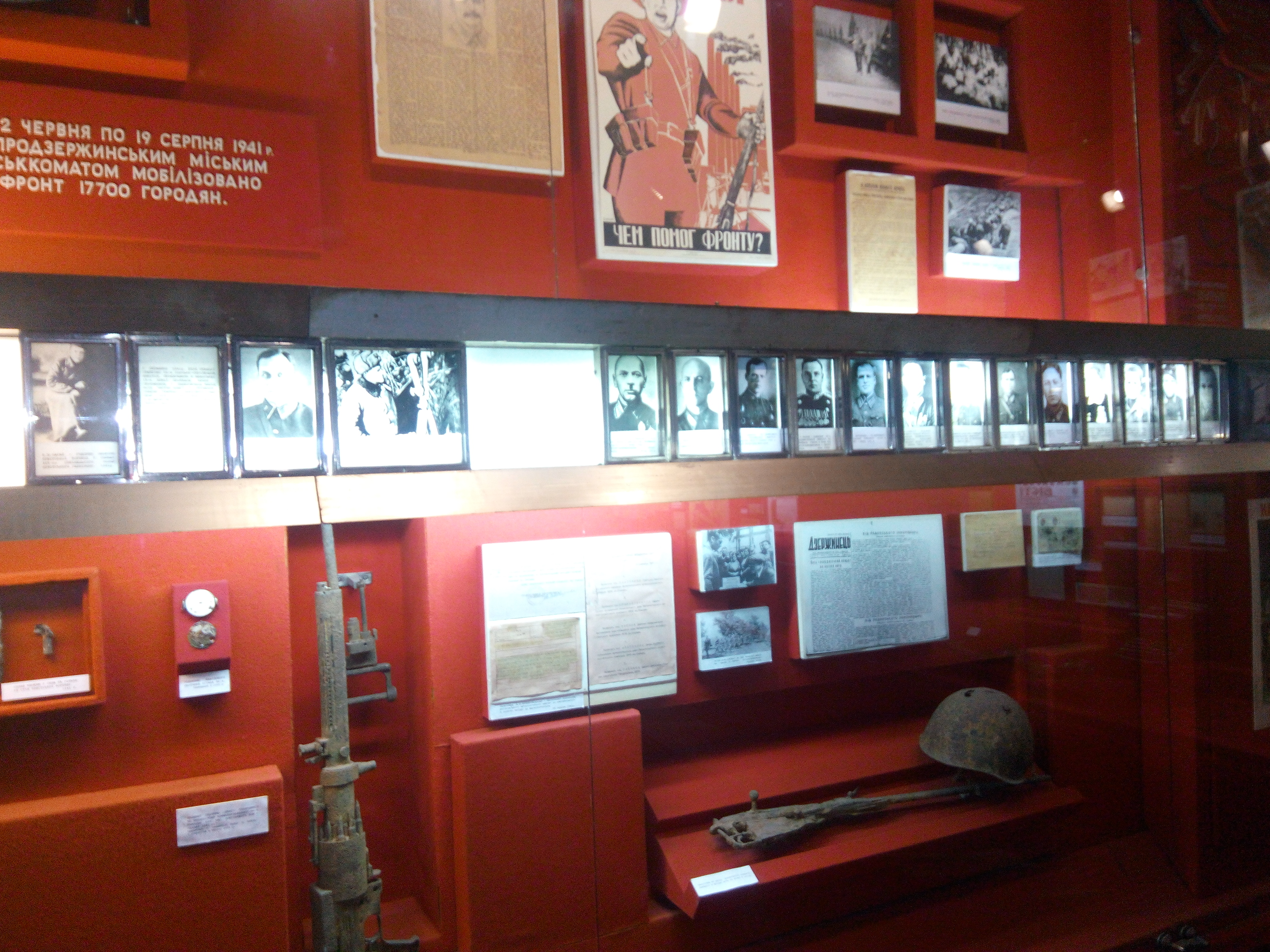
Експозиція "Велика Вітчизняна війна 1941-1945 р.р."

## Джерело
- Вебсторінка музею [Архівовано 26 квітня 2011 у Wayback Machine.]